# Белла Порч
Белла Порч (англ. Bella Poarch; нар. 9 лютого 1997, Філіппіни) — американська відеоблогерка і співачка філіппінського походження. Poarch з англ — псування. Їй належить найпопулярніше відео 2020 року в TikTok, в якому вона синхронізує губи з піснею «M to the B» британської реп-виконавиці Millie B. У травні 2021 року випустила свій дебютний сингл «Build a Bitch».
Станом на квітень 2024 року має 93,9 мільйона підписників у TikTok, ставши третьою за популярністю людиною на платформі після Чарлі Д'Амеліо та Хабі Лейма. За Порч закріпився рекорд відео в TikTok з найбільшою кількістю лайків (49,1 мільйона) за 258 днів. Порч також підписала контракт зі звукозаписним лейблом Warner Records.

## Біографія

### Ранні роки
Порч народилася 9 лютого 1997 року на Філіппінах. Її сім'я переїхала в США в штат Техас, коли їй було 13 років. Порч служила у ВМС США і кілька років перебувала в Японії.

### Кар'єра
У квітні 2020 року вона почала активно публікувати контент в TikTok, де прославилася своїми Ліпсінк-відео. Популярність їй принесло відео, в якому вона синхронізує губи з піснею «M to the B» Millie B. Збільшене відео з її зображенням, синхронізація губ під цю мелодію і ритмічне кивання стало вірусним і одним з найпопулярніших відео TikTok за весь час. Через кілька місяців після успіху в TikTok вона запустила канал на YouTube і сторінку в Twitter.
Порч часто знімає відео зі своєю іграшкою альпака. У 2020 році вона випустила лімітовану лінію одягу RIPNDIP x Paca Collaboration.
14 травня 2021 року Порч випустила свій дебютний сингл «Build a Bitch». У кліпі на пісню представлені інші відомі інтернет-особистості, в тому числі Valkyrae, Міа Халіфа і Bretman Rock. У відео Порч і інші дівчата представлені у вигляді ляльок, що створюються відповідно до власних уподобань чоловіків. Зрештою, дівчата на відео повстають, підпалюючи магазин. В епізоді подкасту 100 Thieves «The CouRage and Nadeshot Show» Порч зазначила, що «Build a Bitch» походить від її власної історії знущань в дитинстві, і їй хотілося б, щоб її пісня «допомагала багатьом людям просто бути більш впевненими в собі». За словами дівчини, співачкою вона хотіла стати з дитинства.

## Дискографія

### Сингли
| Назва           | рік  | Найвища позиція в чартах | Найвища позиція в чартах | Найвища позиція в чартах | Найвища позиція в чартах | Найвища позиція в чартах | Найвища позиція в чартах | Найвища позиція в чартах | Найвища позиція в чартах | альбом |
| Назва           | рік  | US                       | AUS                      | CAN                      | IRE                      | NOR                      | NZ                       | SWE                      | UK                       | альбом |
| --------------- | ---- | ------------------------ | ------------------------ | ------------------------ | ------------------------ | ------------------------ | ------------------------ | ------------------------ | ------------------------ | ------ |
| «Build a Bitch» | 2021 | 56                       | 28                       | 28                       | 23                       | 25                       | 24                       | 65                       | 30                       | Н/Д    |

## Нагороди та номінації
| Нагорода               | Рік  | Номінована      | Категорія              | Результат    | Прим.  |
| ---------------------- | ---- | --------------- | ---------------------- | ------------ | ------ |
| MTV Millennial Awards  | 2021 | Белла Порч      | Global Creator         | Номінація    | [ 29 ] |
| MTV Video Music Awards | 2021 | «Build a Bitch» | Кращі візуальні ефекти | В очікуванні | [ 30 ] |